# Вітаутас Мартінкус
Вітаутас Мартінкус (лит.: Vytautas MARTINKUS; *1943, Єрубішкяй) — литовський письменник, філософ. Доктор соціальних наук.

## Біографія
1965 — закінчив факультет електротехніки Каунаського політехнічного інституту. 1966–1971, 1982–1986 — викладав тут же філософію. З 1994 — викладач Вільнюського педагогічного університету.
Видав чотири збірники оповідань, п'ять романів, збірки есеїв. 1997 — роман «Симонія», який відзначено критикою.
Твори перекладені іспанською, німецькою, польською, українською мовою.